# Cmentarz wojenny nr 245 – Radgoszcz-Zadębie

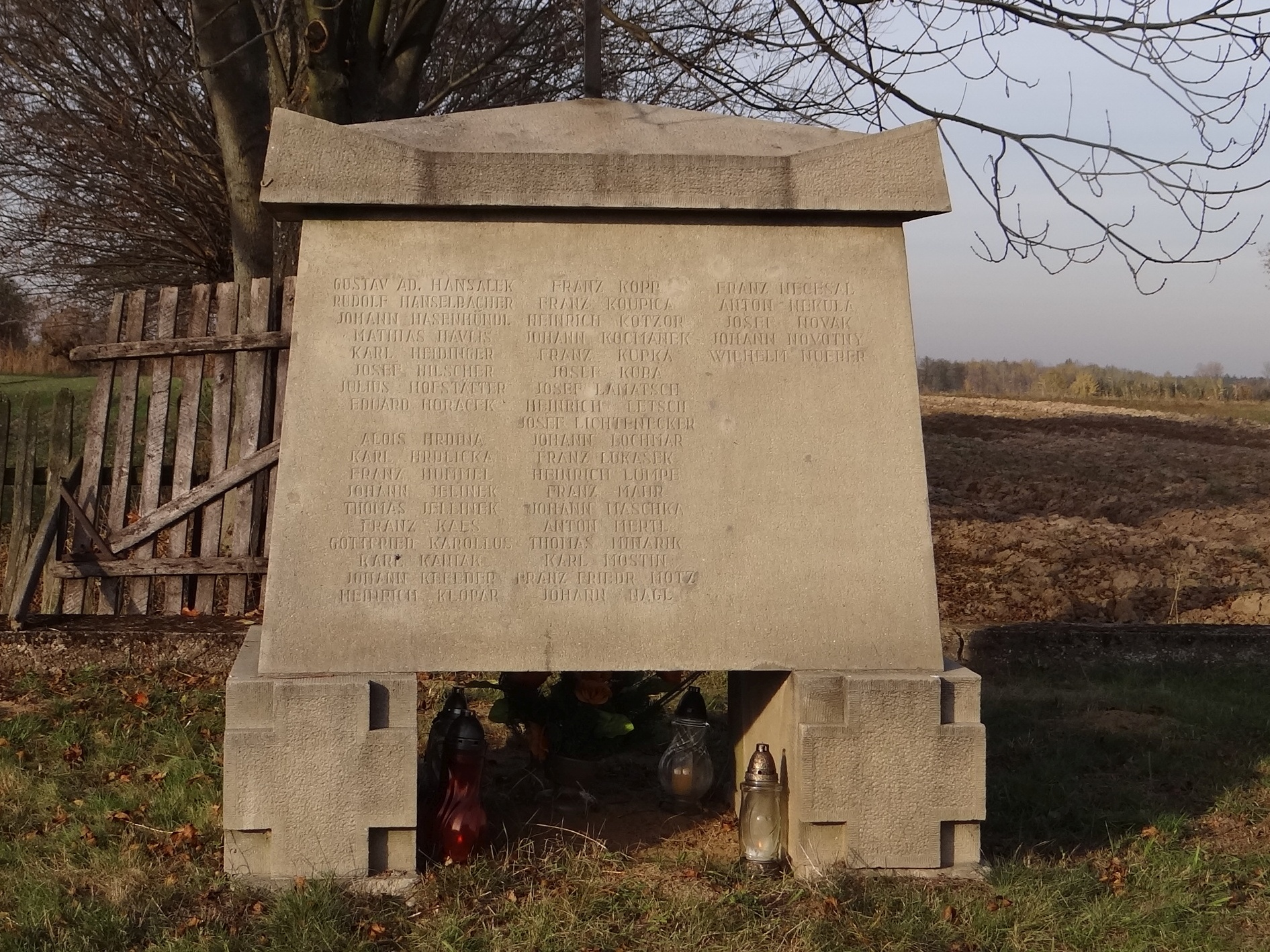
Pomnik centralny

Cmentarz wojenny nr 245 – Radgoszcz-Zadębie – cmentarz z I wojny światowej, znajdujący się w miejscowości Radgoszcz, w gminie Radgoszcz, powiecie dąbrowskim, województwie małopolskim. Jeden z ponad 400 zachodniogalicyjskich cmentarzy wojennych zbudowanych przez Oddział Grobów Wojennych C. i K. Komendantury Wojskowej w Krakowie.  W VII okręgu Dąbrowa cmentarzy tych jest 12. 

## Lokalizacja
Cmentarz znajduje się w pobliżu pojedynczego gospodarstwa na prawym brzegu potoku Dęba, na równinnym terenie wśród pól. Obok niego jest rów odprowadzający wody do potoku Dęba. Dojazd możliwy drogą asfaltową po lewej stronie potoku Dęba, a następnie mostkiem przez potok. Mostek znajduje się w odległości około 1 km od skrzyżowania bocznej drogi wzdłuż potoku Dęba z główną drogą Radgoszcz- Radomyśl. Dojście do cmentarza tylko pieszo.

## Opis cmentarza
Jest to niewielki cmentarz o kształcie prostokąta. Jedynym jego elementem ozdobnym jest centralny pomnik w postaci betonowego sarkofagu. Na jednym z jego boków wykuto datę maj 1915, na trzech pozostałych nazwiska wszystkich pochowanych tutaj żołnierzy. Pomnik zwieńczony jest metalowym krzyżem łacińskim. Cmentarz otoczony jest betonową podmurówką, na której kiedyś znajdowało się ogrodzenie. W 2015 r. ogrodzenia brak. Wszyscy żołnierze pochowani w dwóch zbiorowych mogiłach.
Cmentarz był remontowany; jego otoczenie jest uporządkowane, pomnik odnowiony. Brak ogrodzenia i tablicy informacyjnej, a betonowa podmurówka otaczająca cmentarz jest popękana. 

## Polegli
Pochowano tutaj 136 żołnierzy austriackich. Wszyscy walczyli w 99. pułku piechoty, którego okręg uzupełnień znajdował się w okolicy miasta Znojmo (obecnie w Czechach). Z dokumentacji wynika, że 60% tego pułku stanowili austriaccy Niemcy a 37% Czesi, jednak nazwiska wykute na bokach pomnika w większości są czeskie. Wszyscy polegli w maju 1915 r. podczas ofensywy połączonych wojsk austro-węgierskich i niemieckich, znanej jako bitwa pod Gorlicami. Nastąpiło wówczas przełamanie obrony rosyjskiej, w wyniku czego armia rosyjska zmuszona była cofnąć się daleko na wschód.